# Branduardi '81
Albums de Angelo Branduardi
La luna, Gulliver e altri disegni
(1980) Cercando l’oro
(1983)
Branduardi '81 est un album de musique interprété par Angelo Branduardi sorti en 1981.

## L'album
Il s'agit de la version française de l'album italien éponyme sorti également en 1981. Les thèmes musicaux de l'album ont constitué la musique du film Un matin rouge.

## Liste des titres
- L'ami oublié
- Ronde sur la terre ronde
- Les enfants de la chienne
- Les trois cavaliers
- Châteaux et fanaux
- Toujours la musica
- Le gardien de pierre
- La bateau et le glacier
- Les derniers ormes

Paroles : Étienne Roda-Gil / Musique : Angelo Branduardi, excepté Châteaux et fanaux, musique d'Angelo Branduardi et Franco di Sabatino.

## Musiciens
- Angelo Branduardi : voix, guitare, violon, flûtes, claviers, percussions
- Paul Buckmaster : Fender Rhodes, percussions
- Gigi Cappellotto: basse
- Giorgio Cocilovo : guitares
- Franco di Sabatino : claviers et cloches
- Andy Surdi : batterie, percussions
- Gianni Zilioli : marimba
- Ares Tavolazzi : basse fretless
- Section cordes de l'orchestre symphonique de Londres (direction : Godfrey Salmon)
- Section cordes de l'orchestre symphonique de Milan (direction : Paul Buckmaster)